# Barbara Kromolicka
Barbara Kromolicka (ur. 1960 w Kietrzu) – prof. dr hab., pedagog społeczny, wiceprzewodnicząca Komitetu Nauk Pedagogicznych PAN, przewodnicząca Sekcji ds. polityki szkolnictwa wyższego i parametryzacji jednostek naukowych PAN, członek Prezydium Polskiego Stowarzyszenia Szkół Pracy Socjalnej w Polsce, członek Rady ds. Seniora oraz Komisji ds. polityki senioralnej przy Prezydencie Miasta Szczecin. W latach 1986–1990 wiceprezes Zarządu Głównego Akademickiego Związku Sportowego ds. upowszechniania kultury fizycznej. Przewodnicząca sekcji ds. Wychowania w rodzinie oraz autorka materiałów Synodu Archidiecezji Szczecińsko-Kamieńskiej. Prekursorka tworzenia oraz merytoryczny opiekun świetlic środowiskowych w Szczecinie. Prodziekan Wydziału Humanistycznego Uniwersytetu Szczecińskiego ds. kształcenia i akredytacji w latach 2002–2008, a w latach 2008–2016 Dziekan tego Wydziału.

## Życiorys
Absolwentka Wyższej Szkoły Pedagogicznej im. Powstańców Śląskich w Opolu, gdzie w1984 r. ukończyła studia magisterskie na kierunku pedagogika. Po okresie asystentury na swojej macierzystej uczelni w 1994 roku uzyskała stopień naukowy doktora nauk humanistycznych w zakresie pedagogiko społecznej na podstawie dysertacji doktorskiej pt. Percepcja postaw rodzicielskich a poziom przystosowania szkolnego dzieci z rodzin zrekonstruowanych, której promotorem była prof. Józefa Brągiel. Od 1994 roku związana z Uniwersytetem Szczecińskim. W 2003 roku Rada Wydziału Pedagogiki i Psychologii Akademii Bydgoskiej im. Kazimierza Wielkiego w Bydgoszczy nadała jej tytuł naukowy doktora habilitowanego nauk humanistycznych w zakresie pedagogiki o specjalności pedagogika społeczna na podstawie rozprawy nt. Społeczno-zawodowa rola pracownika socjalnego. Studium z Pedagogiki Społecznej. Od 2004 r. zatrudniona na stanowisku profesora nadzwyczajnego. Jest także absolwentką studiów podyplomowych „Pedagogika Prawa i Readaptacji Niedostosowanych Społecznie”, ukończonych na Uniwersytecie Opolskim. W kwietniu 2015 roku prezydent Polski Bronisław Komorowski nadał jej tytuł profesora nauk społecznych.
W latach 2002–2008 była prodziekanem ds. kształcenia, a od 2008 roku dziekanem Wydziału Humanistycznego Uniwersytetu Szczecińskiego oraz członkiem Senatu tej uczelni. W 2005 roku objęła funkcję kierownika Katedry Pedagogiki Społecznej w Instytucie Pedagogiki US.
Od 2011 roku jest członkiem prezydium Komitetu Nauk Pedagogicznych Polskiej Akademii Nauk, a od tego roku, w drugiej już kadencji została wybrana na wiceprzewodniczącą tego Komitetu oraz przewodniczącą sekcji ds polityki szkolnictwa wyższego oraz parametryzacji jednostek naukowych KNP PAN. Od 1997 r. jest członkiem Polskiego Stowarzyszenia Szkół Pracy Socjalnej, a od 8 lat członkiem jego prezydium. Zasiada w Radzie Programowej Wydawnictw Naukowych: „Auxilium Socjale Novum”, „Roczniki Pedagogiczne”, Praca socjalna” Pedagogika Szkoły Wyższej” Wychowanie na Co Dzień”, Była kierownikiem dwuletniego Otwartego Seminarium Naukowego „Pedagogika społeczna i ogólna duchowego rozwoju człowieka. Wymiar bytowy psychiczny–społeczny-kulturowy-duchowy”. W latach 2000–2007 była kierownikiem studiów podyplomowych „Pedagogika resocjalizacyjna”. Jest członkiem Rady ds. Seniora przy Prezydencie miasta Szczecin.
od 1995 r. jest opiekunem Koła Naukowego Wolontariatu Studenckiego dynamicznie działającego w Instytucie Pedagogiki US, oraz inicjatorką i opiekunem merytorycznym świetlic środowiskowych w Szczecinie. W latach 1998–2004 była koordynatorką szkoleń Ogólnopolskiego Centrum Wolontariatu Hospicyjnego.
W latach 1986–1990 wiceprezes Zarządu Głównego Akademickiego Związku Sportowego ds. Upowszechniania Kultury Fizycznej w Polsce. Organizatorka licznych konferencji naukowych i wykładów otwartych w Szczecinie.

## Odznaczenia i wyróżnienia
Za swoje osiągnięcia wielokrotnie wyróżniona nagrodą indywidualną JM Rektora Uniwersytetu Szczecińskiego, Medalem Komisji Edukacji Narodowej, Srebrna Odznaką Honorową Gryfa Zachodniopomorskiego w uznaniu zasług dla rozwoju regionu, Złotą odznaką AZS oraz Brązowym Krzyżem Zasługi za upowszechnianie Kultury Fizycznej w Polsce.

## Dorobek naukowy
Zainteresowania naukowe Barbary Kromolickiej koncentrują się wokół zagadnień:
1. rodzina w kulturowej kreacji a szczególnie jakość współczesnego rodzicielstwa
2. praca socjalna w systemie kształcenia i polach praktyki
3. funkcjonowanie człowieka w sytuacjach granicznych
4. animacja środowisk poprzez wprowadzanie idei wolontariatu

Jest autorką ponad 200 publikacji naukowych, w tym 23 książek (autorskich, redagowanych i współredagowanych). Jak dotychczas wypromowała 14 dysertacji doktorskich. Dwie dysertacje otrzymały wyróżnienie Prezesa rady Ministrów za najlepszą pracę doktorską z dziedziny nauk społecznych.
Do jej najważniejszych publikacji należą:
- Rodziny zrekonstruowane: dziecięca percepcja postaw rodzicielskich a ich sytuacja szkolna, Szczecin 1998.
- Wolontariusz w służbie człowiekowi umierającemu, Szczecin 2000.
- Społeczno-zawodowa rola pracownika socjalnego. Studium z pedagogiki społecznej, Szczecin 2003.
- Wolontariat w obszarze humanistycznych wyzwań opiekuńczych (red.), Toruń 2005.
- Pedagogika społeczna w Polsce po 1989 roku. Przemiany w nauce, obecność międzynarodowa, kręgi tematyczne prac badawczych(red), Katowice 2007.
- Pomoc i opieka w starości, Szczecin 2007.
- Pedagog społeczny w meandrach środowiska lokalnego (red.) Szczecin 2008
- Młodzież w XXI wieku. Źródła wzrostu i kryzysów, Szczecin 2010.
- Z pomocą człowiekowi. Wsparcie i opieka w sytuacji nieuleczalnej choroby (red.) Toruń 2012.